# Tectología

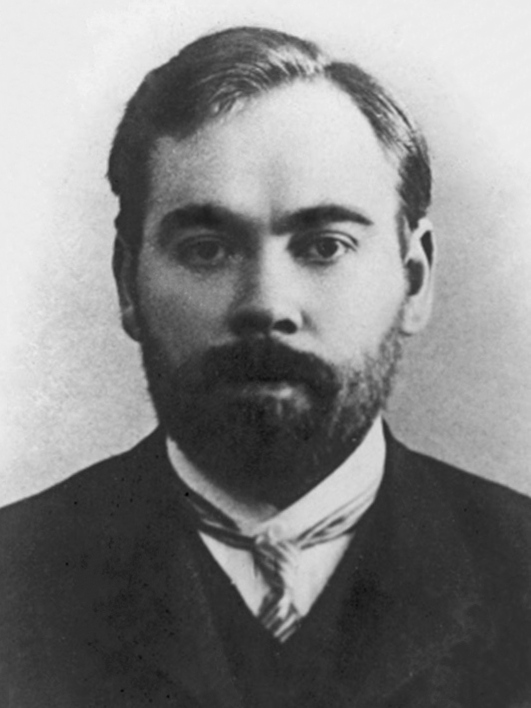
Aleksandr Bogdánov

La tectología o tektología (del griego "téktōn" que significa constructor, artesano o carpintero) es un término propuesto por Aleksandr Bogdánov (1873-1928), científico, filósofo, poeta, novelista, físico, economista, entre otros oficios, que fue censurado por los gobiernos rusos, haciéndolo prácticamente desaparecer de la historia de la ciencia, pero que actualmente está siendo reconocido como el padre de la teoría de sistemas junto a Ludwig von Bertalanffy.
Su propuesta original consistía en unificar todas las ciencias sociales, cognitivas, biológicas y físicas amén de su consideración como sistemas de relaciones; buscaba los principios organizativos universales que subyacen a cualquier tipo de sistema. Su trabajo, culminado a principios de la década de 1920, anticipó muchas de las ideas que popularizarían más tarde los trabajos de Norbert Wiener en torno a la cibernética o Ludwig von Bertalanffy en relación con la Teoría General de Sistemas.
Hay una buena referencia que cubre gran parte de su trabajo "Bogdanov and His Work: A Guide to the Published and Unpublished Works of Alexander A. Bogdanov (Malinovsky) 1873-1928".
La primera traducción al inglés de la Tectología de Bogdanov es una referencia obligada y se debe a Peter Dudley y su trabajo en el Centre for Systems Studies de la Universidad de Hull en Reino Unido.
Como introducción a las posibilidades de la Tectología en relación con el estudio de los sistemas complejos se puede consultar esta ponencia preparada por John Mikes para la Conferencia Internacional de Sistemas Complejos en su primera edición de 1997, organizada por el NECSI.